# قائمة مواقع التراث العالمي في روسيا

تمتلك روسيا 26 موقعاً مسجلة لدى اليونسكو كمواقع تراث عالمي. ستة عشر منها ثقافية وعشرة طبيعية.

## القائمة
| تسلسل  | صورة   | التسمية                                                    | الموقع                                                                                              | الفترة                       | تاريخ الإدراج في القائمة | رقم المصدر | المعيار                            |
| ثقافية | ثقافية | ثقافية                                                     | ثقافية                                                                                              | ثقافية                       | ثقافية                   | ثقافية     | ثقافية                             |
| ------ | ------ | ---------------------------------------------------------- | --------------------------------------------------------------------------------------------------- | ---------------------------- | ------------------------ | ---------- | ---------------------------------- |
| 1      |        | المركز التاريخي لسانت بطرسبورغ والمجمعات الأثرية ذات الصلة | المدينة الفيدرالية: سانت بطرسبرغ أوبلاست: لينينغراد المنطقة الفيدرالية: منطقة فيدرالية شمالية غربية | من القرن الثامن عشر          | 1990                     | 540        | (أولاً), (ثانياً), (رابعاً), (سادساً)  |
| 2      |        | الفرقة الهندسية لفناء كنيسة كيجي                           | أقرب مدينة: مدفيجيغورسك جمهورية: كاريليا المنطقة الفيدرالية: شمالية غربية                           | القرن الثامن عشر-التاسع عشر  | 1990                     | 544        | (أولاً), (رابعاً), (خامساً)           |
| 3      |        | كرملين و الميدان الأحمر                                    | المدينة الفيدرالية: موسكو المنطقة الفيدرالية: المركزية                                              | القرن الرابع عشر             | 1990                     | 545        | (أولاً), (ثانياً), (رابعاً), (سادساً)  |
| 4      |        | الآثار التاريخية والبيئة المحيطة لمدينة نوفغورود           | المدينة: فيليكي نوفغورود أوبلاست: نوفغورود أوبلاست المنطقة الفيدرالية: شمالية غربية                 | القرن الحادي عشر-السابع عشر  | 1992                     | 604        | (ثانياً), (رابعاً), (سادساً)          |
| 5      |        | المجمع الثقافي والتاريخي «الجزر سبوفيتسكي»                 | أقرب مدينة: أرخانغلسك أوبلاست: أرخانجيلسك أوبلاست المنطقة الفيدرالية: شمالية غربية                  | القرن السادس عشر-السابع عشر  | 1992                     | 632        | (رابعاً)                            |
| 6      |        | الأنصاب من الحجر الأبيض لـفلاديمير وسوزدال                 | المدينة: فلاديمير, سوزدال أوبلاست: فلاديمير أوبلاست المنطقة الفيدرالية: المركزية                    | القرن الثاني عشر—الثالث عشر  | 1992                     | 633        | (أولاً), (ثانياً), (رابعاً)           |
| 7      |        | كنيسة القيامة في كولومينسك                                 | المدينة الفيدرالية: موسكو المنطقة الفيدرالية: المركزية                                              | القرن السادس عشر             | 1994                     | 634        | (ثانياً)                            |
| 8      |        | المجمع الهندسي لثالوث سيرجيوس لافرا                        | المدينة: سرغيايف بوساد أوبلاست: موسكو أوبلاست المنطقة الفيدرالية: المركزية                          | القرن الخامس عشر-الثامن عشر  | 1993                     | 657        | (ثانياً), (رابعاً)                   |
| 9      |        | قلعة نارين, المدينة القديمة و جدار دربند                   | جمهورية: داغستان المنطقة الفيدرالية: شمال القوقاز                                                   | القرن االسادس عشر-السابع عشر | 2003                     | 1070       | (الثالث), (رابعاً)                  |
| 10     |        | كرملين قازان                                               | قازان, تتارستان                                                                                     | القرن السادس عشر             | 2000                     | 980        | (ثالثأً), (ثانياً) (رابعاً)           |
| 11     |        | دير فراونتوف                                               | فولوغدا أوبلاست                                                                                     | القرن الخامس عشر-السابع عشر  | 2000                     | 982        | (أولاً) (رابعاً)                     |
| 12     |        | برزخ قورش                                                  | أوبلاست كالينينغرادسكايا                                                                            | القرن التاسع عشر             | 2000                     | 994        | (خامساً)                            |
| 13     |        | دير نوفوديفيتشي                                            | موسكو                                                                                               | القرن السادس عشر_السابع عشر  | 2004                     | 1097       | (أولاً) (رابعاً)                     |
| 14     |        | ياروسلافل                                                  | ياروسلافل أوبلاست                                                                                   | القرن السادس عشر             | 2005                     | 1170       | (ثانياً),(رابعاً)                    |
| 15     |        | قوس ستروفا للجيوديسيا                                      | لينينغراد أوبلاست                                                                                   | القرن التاسع عشر             | 2005                     | 1187       | (ثالثأً), (ثانياً) (سادساً)           |
| 16     |        | بلغار                                                      | تتارستان                                                                                            | القرن الثالث عشر             | 2014                     | 981        | (ثانياً) (رابعاً)                    |
| طبيعية |        |                                                            | |                              |                          |            |                                    |
| 17     |        | سيخوت ألين                                                 | بريمورسكي كراي, خاباروفسك كراي                                                                      | -                            | 2001                     | 900        | (خامساً)                            |
| 18     |        | جبال الطاي الذهبية                                         | جمهورية ألطاي                                                                                       | -                            | 1998                     | 900        | (خامساً)                            |
| 19     |        | بحيرة بايكال                                               | إركوتسك أوبلاست, بورياتيا                                                                           | -                            | 1998                     | 719        | (سابعاً), (ثامناً), (رابعاً), (خامساً) |
| 20     |        | أعمدة لينا (منتزه طبيعي)                                   | بورياتيا                                                                                            | -                            | 2012                     | 1299       | (ثامناً)                            |
| 21     |        | جزيرة رانجل                                                | أوركج                                                                                               | -                            | 2004                     | 769        | (رابعاً), (خامساً)                   |
| 22     |        | ههضبة بوتورانا                                             | كراسنويارسك كراي                                                                                    | -                            | 2010                     | 1234       | (سابعاً), (رابعاً)                   |
| 23     |        | براكين كامتشاتكا                                           | كامتشاتكا كراي                                                                                      | -                            | 1996                     | 754        | (سابعاً), (ثامناً), (رابعاً), (خامساً) |
| 24     |        | غابات كومي العذراء                                         | جمهورية كومي                                                                                        | -                            | 1995                     | 719        | (سابعاً), (تاسعاً)                   |
| 25     |        | غرب القوقاز                                                | -كراسنودار كراي , أديغيا                                                                            | -                            | 1999                     | 900        | (رابعاً), (خامساً)                   |
| 26     |        | غور أوبس نور                                               | توفا                                                                                                | -                            | 2003                     | 769        | (خامساً), (رابعاً)                   |